# Hidrogenesse
Hidrogenesse est un groupe espagnol de pop, originaire de Barcelone. Formé en 1996, il se compose de Carlos Ballesteros (chant) et Genís Segarra (claviers, ce dernier est également membre du duo de pop Astrud). 

## Histoire

### Des débuts aux années 2010
Actifs depuis 1996, ils n'ont pas publié d'œuvres avant la compilation Lujo y miseria en 1998. En 2000, ils sortent leur premier single, Así se baila el siglo XX. Dans leur album suivant, Eres PC, eres Mac (2001), ils démontrent une fois de plus leur sens de l'humour particulier. Ce EP comprend une reprise de Technical (You're So), une chanson des Magnetic Fields, un groupe auquel ils prétendent être dévoués.
En 2010, Hidrogenesse collabore avec le groupe canadien The Hidden Cameras et sort Hidrogenesse versus The Hidden Cameras, un EP dans lequel ils retravaillent 5 morceaux de l'album Origin:Orphan de The Hidden Cameras. En mars 2012, ils dévoilent leur projet centré sur Alan Turing, qu'ils documentent sur le site Turing Bits et qui se conclut par la sortie de l'album Un dígito binario dudoso. Recital para Alan Turing présenté en direct comme un récital lors des concerts de la tournée espagnole 2012 de The Magnetic Fields. L'album reçoit d'excellentes critiques et est élu « disque national de l'année » par le magazine Rockdelux, remportant le prix du « meilleur album de musique électronique » aux Independent Music Awards organisés par l'Unión Fonográfica Independiente.
L'album Roma, sorti en 2016, remporte le prix du « meilleur enregistrement électronique » aux Independent Music Awards (MIN). En 2019, ils reçoivent une proposition de la commissaire d'exposition Mery Cuesta pour créer un morceau de musique pour l'exposition Humor absurdo : una constelación del disparate en España, qua ouvre ses portes en janvier 2020 au Centro de Arte Dos de Mayo à Madrid. La commande est transformée en l'album ¿De qué se ríen los españoles? qui sera publié en mai 2020 et qui compile les chansons présentées dans l'exposition comme une anthologie musicale de l'humour absurde dans laquelle sont cités des moments célèbres et des représentants de l'humour absurde : de Ramón Gómez de la Serna, Salvador Dalí, Martes y Trece à Chiquito de la Calzada ou La Hora Chanante. Le disque comprend également d'autres pièces inspirées et développées à partir des œuvres exposées, comme le morceau S. U. S. S. (colón era una mujer), basée sur la théorie de María Dolores de la Fe, qu'elle a présentée dans l'émission Directísimo de Televisión Española en 1975 ou la reprise du Pasodoble de los esqueletos, composée par Miguel Mihura et Daniel Montorio pour le film Una de miedo, réalisé par Eduardo García Maroto en 1935.
Pendant les premiers jours de leur détention, ils enregistrent la chanson Otro lado (Caramelo house), une version de l'artiste grenadin Chico Blanco, qui remixe à son tour La carta exagerada en bumpin mix et qui fait partie du court-métrage La casa exagerada réalisé par Hidrogenesse.

### Années 2020
En 2022, ils réalisent la bande-son de La Alarma, un film de science-fiction de 52 minutes, quatrième épisode de la deuxième saison de la nouvelle série Historias para no dormir de Chico Ibáñez Serrador, réalisée par Nacho Vigalondo et interprétée par Roberto Álamo, Carlos Areces, Neus Sanz, Jordi Coll, Aníbal Gómoez et Javier Gurruchaga, présentée au festival de Sitges. La musique réalisée pour cet épisode est publiée sous le nom de Cielo repleto de naves extraterrestres et constitue le premier album instrumental de Hidrogenesse. Vigalondo demande à Hidrogenesse une musique dense qui renforcerait l'atmosphère oppressante du film et contrecarrerait l'histrionisme délibéré de certaines situations et interprétations.
En 2023, ils enregistrent la musique de Ciutat de sorra, une exposition sur la ville de Barcelone réalisée par l'artiste David Bestué et organisée par Marta Sesé au Fabra i Coats Centre d'Art Contemporani de Barcelone (de juin à octobre 2023). Hidrogenesse participe avec une suite de 12 minutes intitulée Ciutat de sorra. Il s'agit de neuf courtes chansons qui partagent le même refrain, dans lequel Barcelone est définie comme une « ville de sable qui écrase tout », qui est dans un processus constant de destruction afin d'aller de l'avant. Ces chansons ont été créées pour être jouées sur une installation de trois écrans vidéo projetant des événements, des nouvelles, des titres et des photos de Barcelone publiés dans La Vanguardia entre 1979 et 2011. Une fois l'exposition terminée, le disque contenant la musique réalisée pour l'exposition sort. Ils présentent l'album en direct dans l'émission Late xou du présentateur Marc Giró et sont interviewés dans le programme d'information La2 de TVE et dans l'émission Betevé.
En 2024, ils coproduisent El Destello, un titre commun et la première collaboration musicale entre Juanjo Bona et Martin Urrutia,.

## Discographie
- 2000 : Así se baila el XXe siècle (CD single)
- 2001 : Eres PC, eres Mac (EP)
- 2002 : Gimnàstica passiva (album)
- 2007 : Animalitos (album)
- 2008 : Bestioao (album)
- 2008 : Hidrogenesse versus The Hidden Cameras (EP)
- 2011 : Vamos a casarnos/Hidrogenesse: Llévame a dormir (single)
- 2012 : Un dígito binario dudoso. Recital para Alan Turing (album)
- 2013 : El artista (single 7")
- 2013 : Hidroboy (flexi-disc)
- 2015 : Roma (album LP-CD)
- 2015 : Most (compilation)
- 2015 : No hay nada más triste que lo tuyo
- 2016 : Nada (certifié disque de platine)
- 2019 : Joterías bobas (album)
- 2020 : ¿De qué se ríen los españoles? (EP)
- 2022 : Jo Jo Bo Bo (album LP-CD)
- 2022 : Super Sara (single, reprise de Sara Montiel)
- 2022 : Jo Jo Bo Bo (Dubs) (EP)
- 2023 : Cielo repleto de naves extraterrestres (album)
- 2023 : Ciutat de sorra (album)